# Hassan II Golf Trophy
De Hassan II Trophy is sinds 1971 een jaarlijkse golfwedstrijd voor golfprofessionals.
Vanaf 2010 maakte het toernooi deel uit van de Europese PGA Tour. De wedstrijd vond tot en met 2010 plaats op de Old Course van de Royal Golf Dar Es Salam in Rabat, Marokko.
In 2011 verhuisde het toernooi naar de Golf du Palais Royal in Agadir om vanaf 2016 terug te keren naar Rabat. Vanaf 2023 maakt het toernooi deel uit van de Amerikaanse Champions Tour.

## Winnaars
| Nr | Jaar        | Baan                                    | Winnaar                                 | Score                                   | Score                                   | Info                                                   |                                         |
| -- | ----------- | --------------------------------------- | --------------------------------------- | --------------------------------------- | --------------------------------------- | ------------------------------------------------------ | --------------------------------------- |
| 1  | 1971        | Royal Golf Dar Es Salam                 | Orville Moody                           | 291                                     | –1                                      |                                                        |                                         |
| 2  | 1972        | Royal Golf Dar Es Salam                 | Ron Cerrudo                             | 289                                     | –3                                      | Won de play-off van Al Geiberger                       |                                         |
| 3  | 1973        | Royal Golf Dar Es Salam                 | Billy Casper                            | 288                                     | –4                                      |                                                        |                                         |
| 4  | 1974        | Royal Golf Dar Es Salam                 | Larry Ziegler                           | 284                                     | –8                                      |                                                        |                                         |
| 5  | 1975        | Royal Golf Dar Es Salam                 | Billy Casper                            | 284                                     | –8                                      |                                                        |                                         |
| 6  | 1976        | Royal Golf Dar Es Salam                 | Salvador Balbuena                       | 289                                     | –3                                      |                                                        |                                         |
| 7  | 1977        | Royal Golf Dar Es Salam                 | Lee Trevino                             | 283                                     | –9                                      |                                                        |                                         |
| 8  | 1978        | Royal Golf Dar Es Salam                 | Peter Townsend                          | 292                                     | –1                                      |                                                        |                                         |
| 9  | 1979        | Royal Golf Dar Es Salam                 | Mike Brannan                            | 288                                     | –4                                      |                                                        |                                         |
| 10 | 1980        | Royal Golf Dar Es Salam                 | Ed Sneed                                | 285                                     | –7                                      |                                                        |                                         |
| 11 | 1981        | Royal Golf Dar Es Salam                 | Bob Eastwood                            | 287                                     | –5                                      |                                                        |                                         |
| 12 | 1982        | Royal Golf Dar Es Salam                 | Frank Conner                            | 287                                     | –5                                      |                                                        |                                         |
| 13 | 1983        | Royal Golf Dar Es Salam                 | Ron Streck                              |                                         |                                         |                                                        |                                         |
| 14 | 1984        | Royal Golf Dar Es Salam                 | Roger Maltbie                           | 29                                      | –3                                      | Won de play-off van Bruce Fleisher en Richard Zokol    |                                         |
| 15 | 1985        | Royal Golf Dar Es Salam                 | Ken Green                               | 285                                     | –7                                      |                                                        |                                         |
|    | 1986-1990   | Geen toernooi                           | Geen toernooi                           | Geen toernooi                           | Geen toernooi                           | Geen toernooi                                          | Geen toernooi                           |
| 16 | 1991        | Royal Golf Dar Es Salam                 | Vijay Singh                             | 285                                     | –7                                      | Won de play-off van Payne Stewart                      |                                         |
| 17 | 1992        | Royal Golf Dar Es Salam                 | Payne Stewart                           | 281                                     | –11                                     | Won de play-off van D. A. Weibring                     |                                         |
| 18 | 1993        | Royal Golf Dar Es Salam                 | Payne Stewart                           | 277                                     | –15                                     |                                                        |                                         |
| 19 | 1994        | Royal Golf Dar Es Salam                 | Martin Gates                            | 279                                     | –13                                     |                                                        |                                         |
| 20 | 1995        | Royal Golf Dar Es Salam                 | Nick Price                              | 286                                     | –6                                      |                                                        |                                         |
| 21 | 1996        | Royal Golf Dar Es Salam                 | Ignacio Garrido                         | 279                                     | –13                                     |                                                        |                                         |
| 22 | 1997        | Royal Golf Dar Es Salam                 | Colin Montgomerie                       | 277                                     | –15                                     |                                                        |                                         |
| 23 | 1998        | Royal Golf Dar Es Salam                 | Santiago Luna                           | 277                                     | –15                                     | Won de play-off van Tom Pernice Jr.                    |                                         |
| 24 | 1999        | Royal Golf Dar Es Salam                 | David Toms                              | 275                                     | –17                                     | Won de play-off van Miguel Ángel Martín en Chris Perry |                                         |
| 25 | 2000        | Royal Golf Dar Es Salam                 | Roger Chapman                           | 277                                     | –15                                     |                                                        |                                         |
| 26 | 2001        | Royal Golf Dar Es Salam                 | Joakim Haeggman                         | 284                                     | –8                                      |                                                        |                                         |
| 27 | 2002        | Royal Golf Dar Es Salam                 | Santiago Luna                           | 278                                     | –14                                     |                                                        |                                         |
| 28 | 2003        | Royal Golf Dar Es Salam                 | Santiago Luna                           | 277                                     | –15                                     |                                                        |                                         |
|    | 2004        | Geen toernooi                           | Geen toernooi                           | Geen toernooi                           | Geen toernooi                           | Geen toernooi                                          | Geen toernooi                           |
| 29 | 2005        | Royal Golf Dar Es Salam                 | Erik Compton                            | 277                                     | –15                                     |                                                        |                                         |
| 30 | 2006        | Royal Golf Dar Es Salam                 | Sam Torrance                            | 281                                     | –11                                     | Won de play-off van Raphaël Jacquelin                  |                                         |
| 31 | 2007        | Royal Golf Dar Es Salam                 | Pádraig Harrington                      | 280                                     | –12                                     |                                                        |                                         |
| 32 | 2008        | Royal Golf Dar Es Salam                 | Ernie Els                               | 275                                     | –17                                     |                                                        |                                         |
|    | 2009        | Geen toernooi                           | Geen toernooi                           | Geen toernooi                           | Geen toernooi                           | Geen toernooi                                          | Geen toernooi                           |
| 33 | 2010        | Royal Golf Dar Es Salam                 | Rhys Davies                             | 266                                     | –25                                     | Eerste keer deel van de Europese PGA Tour              |                                         |
| 34 | 2011        | Golf du Palais Royal                    | David Horsey                            | 274                                     | –13                                     | Won de play-off van Rhys Davies en Jaco van Zyl        |                                         |
| 35 | 2012        | Golf du Palais Royal                    | Michael Hoey                            | 271                                     | –17                                     |                                                        |                                         |
| 36 | 2013        | Golf du Palais Royal                    | Marcel Siem                             | 271                                     | –17                                     |                                                        |                                         |
| 37 | 2014        | Golf du Palais Royal                    | Alejandro Cañizares                     | 269                                     | –19                                     |                                                        |                                         |
| 38 | 2015        | Golf du Palais Royal                    | Richie Ramsay                           | 278                                     | –10                                     |                                                        |                                         |
| 39 | 2016        | Royal Golf Dar Es Salam                 | Wang Jeung-hun                          | 283                                     | –5                                      | Won de play-off van Nacho Elvira                       |                                         |
| 40 | 2017        | Royal Golf Dar Es Salam                 | Edoardo Molinari                        | 283                                     | –9                                      | Won de play-off van Paul Dunne                         |                                         |
| 41 | 2018        | Royal Golf Dar Es Salam                 | Alexander Lévy                          | 280                                     | –8                                      |                                                        |                                         |
| 42 | 2019        | Royal Golf Dar Es Salam                 | Jorge Campillo                          | 283                                     | –9                                      |                                                        |                                         |
|    | 2020 & 2021 | Geen toernooi vanwege de coronapandemie | Geen toernooi vanwege de coronapandemie | Geen toernooi vanwege de coronapandemie | Geen toernooi vanwege de coronapandemie | Geen toernooi vanwege de coronapandemie                | Geen toernooi vanwege de coronapandemie |
|    | 2022        | Geen toernooi                           | Geen toernooi                           | Geen toernooi                           | Geen toernooi                           | Geen toernooi                                          | Geen toernooi                           |
| 43 | 2023        | Royal Golf Dar Es Salam                 | Stephen Ames                            | 210                                     | –9                                      | Eerste keer deel van de Champions Tour                 |                                         |
| 44 | 2024        | Royal Golf Dar Es Salam                 | Ricardo González                        | 209                                     | –10                                     |                                                        |                                         |

 Mitsubishi Electric Championship at Hualalai ·
 Hassan II Golf Trophy ·
 Chubb Classic ·
 Cologuard Classic ·
 Hoag Classic ·
 Galleri Classic ·
 James Hardie Pro-Football Hall of Fame Invitational ·
 Mitsubishi Electric Classic ·
 Insperity Invitational ·
 The Tradition ·
 Senior PGA Championship ·
 Principal Charity Classic ·
 American Family Insurance Championship ·
 Senior Players Championship ·
 US Senior Open ·
 Dick's Open ·
 The Senior Open Championship ·
 Boeing Classic · 
 Rogers Charity Classic ·
 The Ally Challenge
 Stifel Charity Classic ·
 Sanford International ·
 PURE Insurance Championship ·
 Constellation Furyk and Friends ·
 SAS Championship ·
 Dominion Energy Charity Classic ·
 Simmons Bank Championship ·
 Charles Schwab Cup Championship ·
2010 · 2011 · 2012 · 2013 · 2014